# Reimo Wukounig

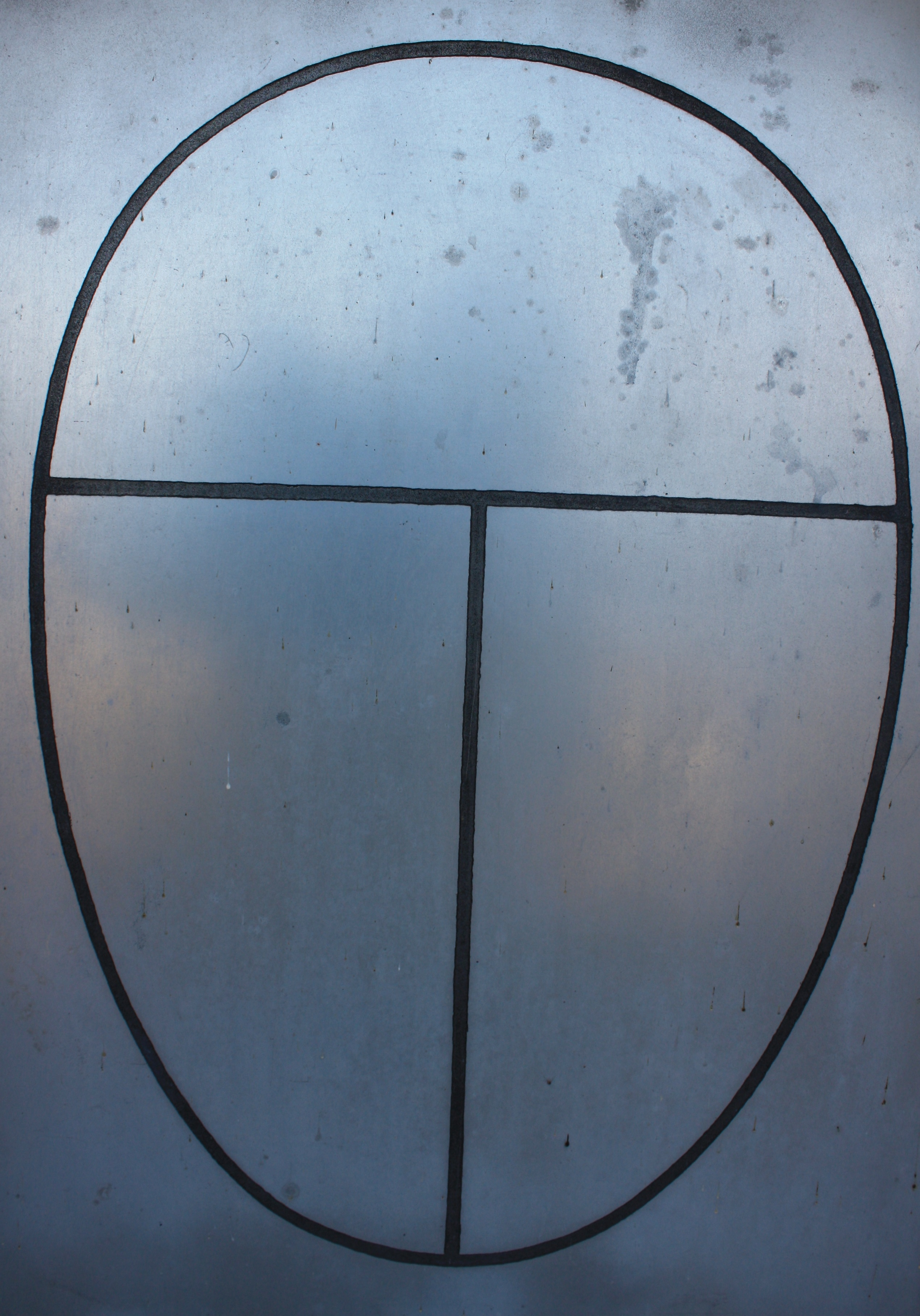
Reimo S. Wukounig: Kärntner Kreuzweg – Veronika reicht Jesus das Schweißtuch

Reimo Serge Wukounig (* 5. März 1943 in Klagenfurt) ist ein österreichischer Maler.

## Leben
Wukounig wuchs in Sankt Kanzian am Klopeiner See auf. Von 1962 bis 1967 studierte er an der Akademie der bildenden Künste Wien bei Sergius Pauser.
Von 1974 bis 1979 arbeitete er als Assistenzprofessor an der Hochschule für Angewandte Kunst, später an der Graphischen Lehr- und Versuchsanstalt.
Wukounig nahm 1976 an der Biennale in Venedig teil.
Wukounigs an Francis Bacon geschulte Bildwelten werden zum Teil als verstörend erlebt.
Der Maler lebt und arbeitet in Wien. 

## Auszeichnungen
- 1988 Preis der Stadt Wien für Bildende Kunst
- 2001 Großer Kulturpreis des Landes Kärnten[1]
- 2023 Großes Ehrenzeichen des Landes Kärnten[2].
- 2024 Stern am Walk of Fame auf der Seepromenade am Klopeinersee[3]